# 西山智之
西山 智之（にしやま ともゆき、1964年3月26日 - ）は、日本の地方公務員。東京都病院経営本部長、同福祉保健局長、同水道局長を歴任。

## 経歴
1988年（昭和63年）3月、東京都立大学法学部卒業。同年4月 東京都庁に入庁し環境保全局総務部庶務課配属。2015年4月 福祉保健局医療政策部長、2018年4月 総務局総務部長、2020年4月 同局次長（総務局理事（危機管理調整担当）兼務）。
2021年4月 病院経営本部長。新型コロナウイルス感染拡大下において都立・公社病院で最大病床2000床を確保、他の医療機関で対応が困難な認知症や精神疾患等の合併症患者を積極的受け入れ、ワクチンの大規模接種会場に医師派遣などを取り組んだ。
2022年7月 福祉保健局長。引き続き病院運営に関わり地域医療の充実や機動的な病院運営、新型コロナをはじめ多様化する健康危機から都民を守る施策に取り組んだ。
2023年4月 水道局長。東京ガスネットワークとの包括連携協定の締結、日本水道協会全国会議の開催に取り組んだ。